# Paratachardina decorella
Paratachardina decorella är en insektsart som först beskrevs av William Miles Maskell 1893.  Paratachardina decorella ingår i släktet Paratachardina och familjen Kerriidae. Inga underarter finns listade i Catalogue of Life.